# Distrito de Huata (Puno)

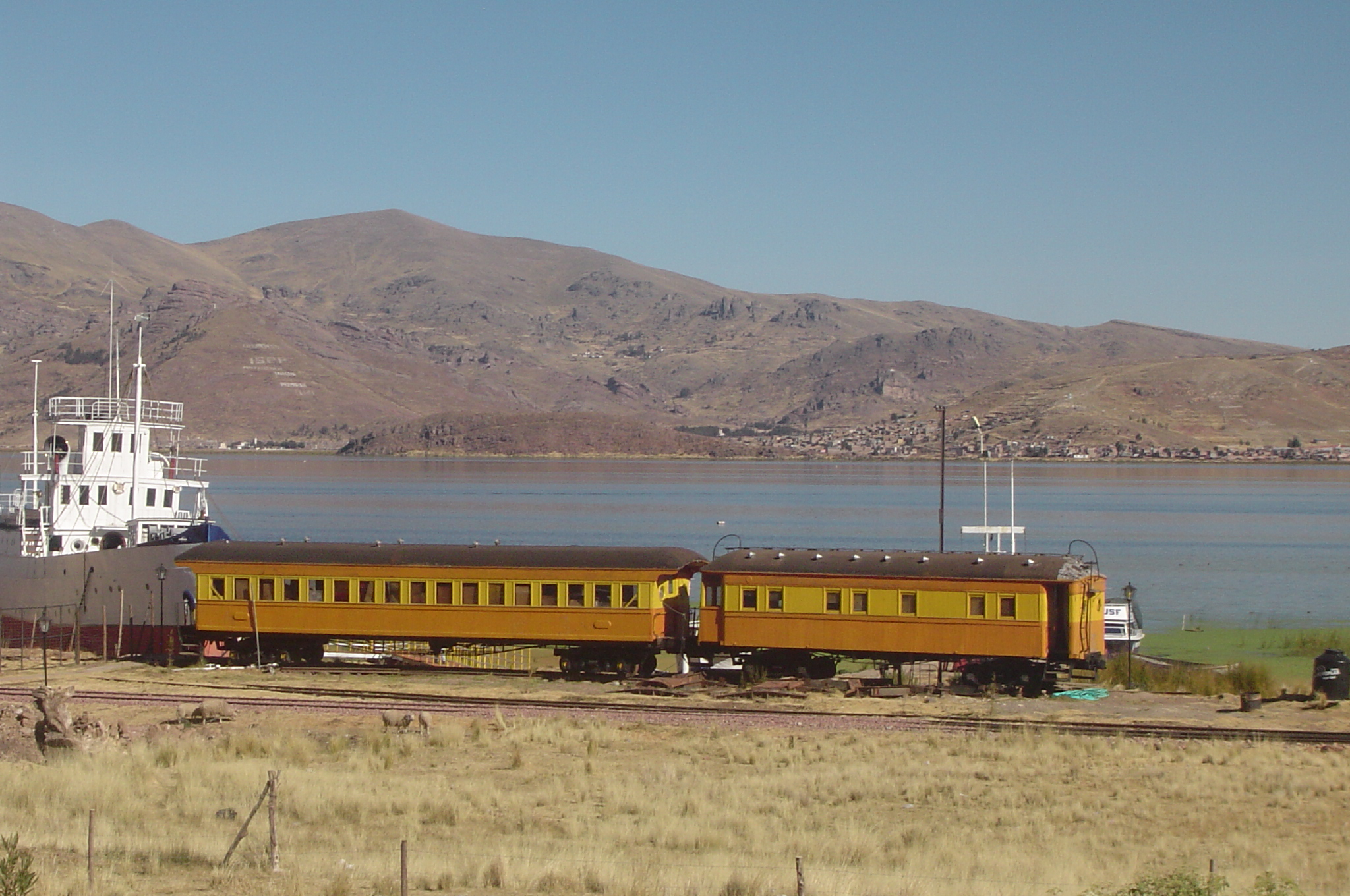
Tren de Puno

El distrito de Huata también denominado Distrito pluricultural de Huata es uno de los 15 distritos de la provincia de Puno en el departamento de Puno, en el Perú.
Desde el punto de vista jerárquico de la Iglesia católica forma parte de la diócesis de Puno en la arquidiócesis de Arequipa.

## Ubicación geográfica
Ubicado en el altiplano a una altitud de 3 848 m sobre el nivel del mar, a orillas del Lago Titicaca.

## Historia
El distrito fue creado el 22 de agosto de 1921.
ATRACTIVOS TURÍSTICOS.-Se halla situado a orillas del lago sagrado de los incas a 3.880 metros sobre el nivel del mar, se encuentra en la región de la sierra, a 15°36′50″ de latitud sur, 69°58′25″de longitud oeste, al noroeste de la ciudad de puno, su clima es frío y seco ventoso, caen fuertes lluvias en verano y heladas en invierno, su superficie tiene aproximadamente130.37.
una de las fiestas más grandes y de mayor importancia que se celebra en el distrito es el 24 de junio "san Juan" patrón del pueblo, Y el carnaval en toda la semana y su kacharpari domingo, fechas en las que se llevan a cabo pequeñas ferias comerciales de compra y venta de productos.
recopilación.- ARTURO PARI C.

## Población
Según el censo peruano de 2022 la población actualmente es de 6682 habitantes, de los cuales 87,6 % viven en el área rural y el 12,4 % el área urbana. 

## División administrativa
El área total del distrito de 130,4 km², distribuidos entre comunidad campesina Huata y Anexos.

### Comunidades
Faón 
Yasin 
Collana1
Collana 2
Kapi Urus

### Barrios
- Central 20 de mayo
- 22 de Agosto
- Alto San Juan

## Hitos urbanos
Destaca su centenaria plaza de Armas, su hermoso templo colonial y sus pintorescas calles empedradas.
- Plaza Principal de Huata San Martín, las Islas Flotantes de Kapi los Uros

## Autoridades

### Municipales
- 2023 - 2026
  - Alcalde: Elvis Raúl Mamani Calsin
  - Regidores:

  1. Valeriano Vilca Ramos
  2. Nieves Suaña Curo
  3. Oswaldo Neira Humpìri
  4. Hilda Leonor Nuñez Mamani
  5. Gerardo Valentín Zapana Flores

## Festividades
- Febrero
  - Fiesta de la Candelaria
- Junio
  - Fiesta Patronal San Juan Bautista (23 al 26 de junio)
- Agosto
  - Aniversario (22 de agosto)